# ほんとに久しぶりだね (曲)
「ほんとに久しぶりだね」（ほんとにひさしぶりだね）は、寺尾聰の2枚目シングルであり、葵テルヨシの8作目でラストシングル。
寺尾聰盤は1974年10月20日にEMIミュージック・ジャパンから、葵テルヨシ盤は1976年11月21日にポリドール・レコードから発売。

## 収録曲

### 寺尾聰盤
1. ほんとに久しぶりだね　
  - 作詞・作曲:ケン村田/編曲: ミッキー吉野
2. 何処かへ　
  - 作詞・作曲:寺尾聰/編曲: ミッキー吉野

### 葵テルヨシ盤
2022年時点 未CD化。
1. ほんとに久しぶりだね[2:48]
  - 作詞・作曲: 田村ケン、編曲: 高田弘
2. 笑っておくれ[3:33]
  - 作詞・作曲: 田村ケン、編曲: 高田弘